# HMS Cumberland (57)
L'HMS Cumberland (Pennant number 57), decima nave da guerra britannica a portare questo nome, è stato un incrociatore pesante classe County, tipo Kent della Royal Navy. Venne impostato nei cantieri Vickers di Barrow-in-Furness il 18 ottobre 1924, varato il 16 marzo 1926 ed entrò in servizio il 23 gennaio 1928.

## Servizio
La Cumberland servì nelle basi cinesi con il Quinto Squadrone Incrociatori tra il 1928 ed il 1938, tornando in patria nel marzo 1935 per dei lavori. Nel 1938 venne trasferita nel Secondo Squadrone incrociatori nel teatro sudamericano.

### Atlantico meridionale
Allo scoppio della seconda guerra mondiale nel settembre 1939 si trovava ancora nell'Atlantico meridionale. Nel mese di dicembre venne costretta in porto per delle riparazioni, che la tennero bloccata nelle Isole Falkland, privando così lo squadrone della sua unità più potente. In sua assenza gli incrociatori Exeter, Ajax ed Achilles si scontrarono con la "corazzata tascabile" Graf Spee nella Battaglia del Río de la Plata il 13 dicembre. La Cumberland avendo ricevuto notizia dello scontro giunse presso il Rio della Plata alle 22.00 del 14 dicembre, dopo 34 ore di navigazione alla massima velocità con sole due eliche attive sulle quattro totali. La Graf Spee si trovava a quel punto intrappolata nel porto neutrale di Montevideo, mentre le navi inglesi, ad eccezione della Exeter gravemente danneggiata, iniziarono il pattugliamento dell'estuario del fiume. La nave da guerra tedesca venne affondata dal suo stesso equipaggio il 17 dicembre seguente.

### In Sudafrica
Dopo questo episodio venne trasferita a Simon's Town, in Sudafrica, dove rimase in cantiere nei mesi di gennaio e febbraio 1940. Tornata in servizio scortò convogli di passaggio per la costa africana diretti in Medio Oriente. Nel luglio successivo insieme alla sorella Cornwall inseguì la nave corsara tedesca Thor. Durante una pattuglia intercettò ed affondò il mercantile della Francia di Vichy Poitiers, diretto in Costa d'Avorio con un carico di munizioni. Nel settembre successivo partecipò al bombardamento di Dakar, venendo gravemente danneggiata da un colpo sparato da una batteria costiera. Un singolo proiettile da 240 mm penetrò nello scafo appena sopra la cintura corazzata, danneggiando la sala macchine principale. Tornata a Simon's Town, rimase in cantiere per riparazioni fino al novembre successivo. Nel mese di dicembre partecipò nuovamente alla caccia alla corsara Thor, anche questa volta senza successo.

### Nell'Artico e in estremo oriente

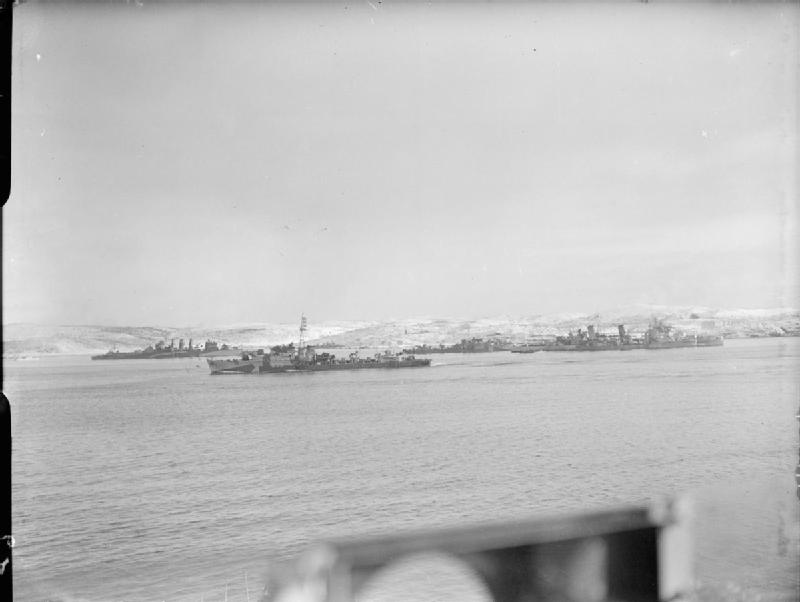
La Cumberland (sulla sinistra) durante il convoglio artico JW 53

Tornata in patria, tra il luglio e il settembre 1941 rimase in cantiere per l'installazione di nuove armi antiaeree, compresi i cannoni Oerlikon da 20 mm e dell'equipaggiamento radar.
Nell'ottobre seguente venne assegnata al Primo Squadrone Incrociatori della Home Fleet, con compiti di scorta ai convogli artici diretti in Unione Sovietica. L'8 novembre 1942 partecipò all'Operazione Torch, nome in codice degli sbarchi alleati in nordafrica. Svolse questi compiti fino al gennaio 1944, vincendo anche il Battle honour "Arctic 1942-1943".

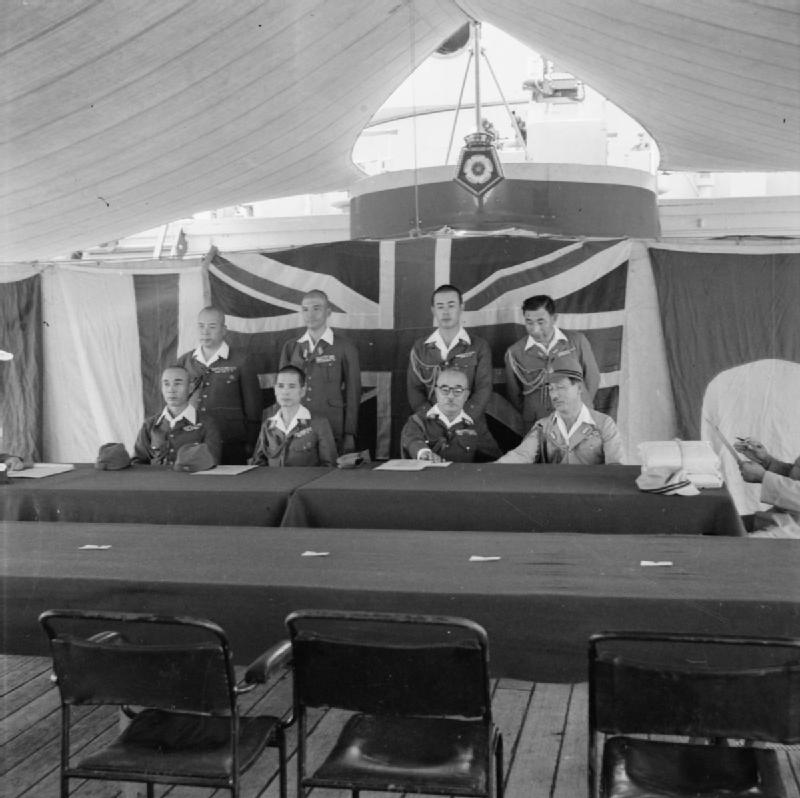
Ufficiali giapponesi a bordo della Cumberland per discutere le clausole della resa di Giava

Venne quindi trasferita in Estremo Oriente, come parte del Quarto Squadrone Incrociatori. Il 25 luglio partecipò al bombardamento di Sabang (Operazione Crimson), e in settembre attuò diversi raid nelle regioni settentrionali di Sumatra. In ottobre la Flotta Orientale venne utilizzata come diversivo per favorire gli sbarchi Alleati a Leyte, attaccando le Isole Nicobare. Sfortunatamente il diversivo non ebbe successo. Durante questo periodo di servizio la Cumberland vinse due battle honours: "Sabang 1944" e "Burma 1945". Il 7 febbraio 1945 tornò a Simon's Town per dei lavori al timone. Dall'11 aprile di aprile partecipò ad un nuovo bombardamento di Sabang (Operazione Sunfish) Dalla fine di aprile attaccò le Isole Nicobare e Port Blair nelle Isole Andamane. Il 3 settembre, insieme all'incrociatore London sbarcò dei distaccamenti di fanteria di marina a Sabang dopo la resa giapponese del giorno precedente. Il 15 settembre giunse a Giacarta insieme ad una fregata e a quattro posamine australiani. A causa dei disordini tra i giapponesi ed i nazionalisti Indonesiani, lo sbarco di un battaglione britannico a Batavia venne ritardato fino al 29 settembre.

### Nel dopoguerra
Tornata in patria il 12 novembre 1945, la Cumberland venne usata per trasportare truppe fino al giugno 1946, quando venne messe in riserva, rimanendovi fino al 1949. Venne quindi raddobbata a Devonport fino al 1951 per sperimentare nuove tecniche costruttive ed armamenti. Vennero installati alberi in lattice e nuovi dispositivi di controllo fuoco. L'armamento originale venne rimosso completamente, mentre vennero installati diversi tipi di armi leggere per diverse sperimentazioni. Il nuovo cannone a tiro rapido da 150 mm MK26 per gli incrociatori classe Tiger venne testato sulla barbetta B. Vennero sperimentate anche bagnature preventive per ridurre i rischi dovuti a Fallout nucleare. Nell'aprile 1955 venne sperimentata per la prima volta la Vetroresina con una nave da 8,8 metri imbarcata sulla Cumberland per il periodo di prove estive nel Mediterraneo. Nel film del 1956 intitolato La battaglia di Rio della Plata interpretò se stessa, anche se parzialmente in disarmo. Nell'agosto successivo, all'inizio della Crisi di Suez, venne utilizzata per trasferire rinforzi a Cipro.
Nel novembre 1959 lasciò Malta diretta in patria, dove venne demolita a Newport.